# افشین شاهرودی
افشین شاهرودی (زادهٔ ۱۳۲۹ خورشیدی در دامغان) عکاس، شاعر و منتقد هنری ایرانی است.

## زندگی
افشین شاهرودی برادرزاده اسماعیل شاهرودیدر سال ۱۳۲۹ در دامغان به دنیا آمد. وی تحصیلات ابتدایی را در دامغان و دبیرستان و دانشگاه را در تهران گذراند. این هنرمند در رشتهٔ ارتباط تصویری از دانشگاه هنر فارغ‌التحصیل شد و در زمینه‌های مختلف عکاسی صاحب تجربه است.
بزرگ‌شدن در خانواده‌ای اهل هنر موجب شد شاعرانگی در آثار عکس «شاهرودی» متجلی شود. افشین شاهرودی علاوه بر این‌که با عکس‌ها و تصاویر خویش شعر می‌گوید دستی هم در شاعری دارد و تاکنون کتاب‌های متعددی در این دو زمینه از وی منتشر شده است.
«شاهرودی» در گروه‌های داوری بسیاری از نمایشگاه‌ها و مسابقات معتبر عکاسی ایران در بیست سال گذشته حضوری فعال و مؤثر داشته و مدتی نیز در دانشگاه‌ها و مجامع فرهنگی به تدریس این رشته پرداخته است.
وی علاوه‌بر عکاسی، مقالات بسیاری نیز در زمینهٔ نقد، بررسی و تحلیل عکس نگاشته که در نشریات تخصصی و فرهنگی، چاپ و منتشر شده‌اند.
صاحب امتیازی و مدیر مسؤولی فصلنامهٔ «عکاسی خلاق» در کارنامهٔ او قرار دارد و علاوه‌بر آن، به کار تدریس نیز پرداخته است.
برگزاری نمایشگاه انفرادی در کشورهای ایران، فرانسه و آلمان، شرکت در بیش از ۴۰ نمایشگاه گروهی در سطح ملی و بین‌المللی و انتشار مجموعه کتاب‌هایی در زمینهٔ عکاسی از جمله فعالیت‌های این عکاس است.
افشین شاهرودی عضو هیئت مدیرهٔ انجمن عکاسان ایران، از طرف «کمیتهٔ سازماندهی نخبگان یا استادان جهانی» تحت حمایت وزارت امور خارجه کره جنوبی در راستای معرفی و شناسایی هنرمندان پیشکسوت ایرانی در رشته‌های مختلف هنرهای تجسمی جهت انتخاب استادان جهانی سال ۲۰۱۱ در بین استادان تجسمی جهان قرار گرفته است.

## آثار

### تألیف
شعر
- خاطرات من، ماه، چاه و باغچه: یکصدوبیست‌وچهار شعر پیوسته، تهران: شرکت فرهنگی هنری آرست، ۱۳۷۶[۴]
- از زمان جنون، تهران: نشر نیم‌نگاه، ۱۳۸۰[۵]
- شینمای، علی عبدالرضایی و افشین شاهرودی، تهران: نشر همراز، ۱۳۸۱[۶]
- افشین‌های شاهرودی: شعرهای دیداری، شیراز: انتشارات داستان‌سرا، ۱۳۸۸[۷]
- مجموعه اشعار اسماعیل شاهرودی (آینده)، [به کوشش:] افشین شاهرودی، تهران: انتشارات نگاه، ۱۳۹۰[۸]

عکس
- عکس‌ها، [بی‌جا]: [بی‌نا]، [بی‌تا][۹]
- پنجاه‌وپنج عکس: مجموعه عکس، تهران: انتشارات دنیای مادر، ۱۳۶۹[۱۰]
- هپروط!، تهران: همراز، ۱۳۸۲[۱۱]
- از گذشته‌ها: مجموعه‌ای از عکس‌های تاریخی ایران از قاجار تا پهلوی، [گردآورنده]، تهران: انتشارات پالیزان، ۱۳۸۵[۱۲]
- فتوکاریکاتور، [عکاس:] افشین شاهرودی و [نگارش متن:] سامان توکلی، تهران: نشر نیک تصویر، ۱۳۸۹[۱۳]

### ترجمه
- آرتور روتشتاین: مباحثی دربارهٔ عکاسی مستند و عکاسی برای مطبوعات، آرتور روتشتاین، تهران: انتشارات اطلاعات، ۱۳۶۹.[۱۴]

## پی‌نوشت
1. ↑  «کارنامه مؤلف: افشین شاهرودی». انجمن ملی عکاسان ایران. بایگانی‌شده از اصلی در ۱۹ نوامبر ۲۰۱۶. دریافت‌شده در ۱۹ نوامبر ۲۰۱۶.
2. 1 2 3 4 5 6  زندگینامه: افشین شاهرودی (۱۳۲۹-)، همشهری آنلاین، زمانِ انتشار: سه شنبه ۵ مهر ۱۳۹۰-۱۴:۰۴:۰۵، کد مطلب: ۱۴۶۸۱۰
3. ↑  «افشین شاهرودی در بین اساتید تجسمی جهان، انجمن عکاسان ایران، ۱۳۹۰/۶/۲۱». بایگانی‌شده از اصلی در ۲۵ سپتامبر ۲۰۱۱. دریافت‌شده در ۲۷ سپتامبر ۲۰۱۱.
4. ↑  «صفحهٔ اطلاعات کتاب در کتابخانهٔ ملی». بایگانی‌شده از اصلی در ۲۵ سپتامبر ۲۰۲۰. دریافت‌شده در ۲۷ سپتامبر ۲۰۱۱.
5. ↑  صفحهٔ اطلاعات کتاب در کتابخانهٔ ملی[پیوند مرده]
6. ↑  صفحهٔ اطلاعات کتاب در کتابخانهٔ ملی[پیوند مرده]
7. ↑  «صفحهٔ اطلاعات کتاب در کتابخانهٔ ملی». بایگانی‌شده از اصلی در ۷ اوت ۲۰۲۰. دریافت‌شده در ۲۷ سپتامبر ۲۰۱۱.
8. ↑  صفحهٔ اطلاعات کتاب در کتابخانهٔ ملی[پیوند مرده]
9. ↑  صفحهٔ اطلاعات کتاب در کتابخانهٔ ملی[پیوند مرده]
10. ↑  صفحهٔ اطلاعات کتاب در کتابخانهٔ ملی[پیوند مرده]
11. ↑  صفحهٔ اطلاعات کتاب در کتابخانهٔ ملی[پیوند مرده]
12. ↑  «صفحهٔ اطلاعات کتاب در کتابخانهٔ ملی». بایگانی‌شده از اصلی در ۲۵ سپتامبر ۲۰۲۰. دریافت‌شده در ۲۷ سپتامبر ۲۰۱۱.
13. ↑  صفحهٔ اطلاعات کتاب در کتابخانهٔ ملی[پیوند مرده]
14. ↑  صفحهٔ اطلاعات کتاب در کتابخانهٔ ملی[پیوند مرده]